# Болтающая голова
«The Telltale Head» (с англ. — «Болтающая голова») — восьмая серия первого сезона сериала «Симпсоны». Впервые вышла 25 февраля 1990 года на телеканале «Fox Broadcasting Company».

## Сюжет

### Начало серии
В начале серии Гомер с Бартом идут ночью по улицам Спрингфилда с тёмным предметом. Позже становится ясно, что это голова статуи Джебедаи Спрингфилда, основателя города. Неожиданно навстречу им выходит разъяренная толпа. Барт с Гомером бегут к центральной площади города. Со всех сторон их окружает толпа, которая хочет убить Барта, но он просит их сначала выслушать его рассказ…

### Рассказ Барта
Основное содержание серии — речь Барта с описанием предшествовавших событий. Всё началось в воскресное утро, когда семья Симпсонов собиралась в церковь. На обратном пути Барт увидел афишу нового фильма «Космические мутанты-4». Мардж не разрешила ему смотреть фильм, но Барт выпросил деньги на кино у отца. По дороге в кинотеатр Барт встретил школьных хулиганов Джимбо Джонса, Керни и Дольфа, стоявших у кинотеатра. Они предложили ему пройти в кинотеатр без билетов, и Барт согласился. Их выгнали, и после этого они пошли гулять по городу. Когда они начали говорить о том, что здорово было бы отрезать голову у статуи Джебедаи Спрингфилда, Барт принял это всерьёз и решил ночью сделать это для поднятия своего авторитета среди хулиганов.
Проснувшись утром, он увидел перед собой отрезанную голову, а в течение дня неоднократно убеждался, сколь глупым был его поступок — ведь даже мистер Бёрнс был расстроен, не говоря уже обо всех остальных жителях города. Хулиганам этот поступок тоже не понравился — ведь одно дело говорить об этом святотатстве, а другое — действительно его сделать, и Барт остался наедине со своей тайной. Ночью он закопал голову статуи на заднем дворе, но ему постоянно слышался голос Джебедаи, который советовал рассказать ему обо всём и исправить свою ошибку, проявив тем самым своё мужество.
Барт решился раскрыть тайну своим родителям. Гомер решил пойти с Бартом и отдать голову обратно властям, но на их пути встала толпа. Так и окончился рассказ Барта.
После рассказа толпа смягчилась, простила Барта, а голова статуи Джебедаи Спрингфилда вернулась на своё место.